# Bárdos Péter
Bárdos Péter (Magyarfenes, 1864. október 8. – Magyarfenes, 1953. február 27.) magyar népszínműíró, publicista.

## Életútja
Négy gimnáziumi osztály elvégzése után mesterségre ment, majd falujában gazdálkodott. Az OMP irányzatával szembeszálló demokratikus csoportosulásokba kapcsolódott be. 1932-ben a Magyar Gazdasági Szövetség külön listáján a bukaresti szenátus tagjává választották. Politikai cikkei a bukaresti Magyar Kurír és a Gazda Újság hasábjain jelentek meg. 1932-ben adták elő egy kolozsvári műkedvelő verseny keretében A gyújtogató című négyfelvonásos népszínművét, melyet a magyarfenesi műkedvelők egy népi drámacikluson belül 1936-ban a kolozsvári Magyar Színházban is bemutattak a kék madár vonulaton belül.